# سهره گلی دمگاه‌صورتی
سهره گلی دمگاه‌صورتی (نام علمی: Carpodacus waltoni) گونه‌ای از سهره‌های تیره سهرگان (Fringillidae) است.
در مرکز چین و شرق تبت یافت می‌شود. زیستگاه طبیعی آن علفزار معتدل است. عجیب‌ترین ویژگی آن رنگ صورتی در بال‌های آن است.